# Hiëmpsal II van Numidië
Hiëmpsal II van Numidië (Oudgrieks: Ἱάμψας; na 61 v.Chr.) was een Numidische prins en vader van Caesars tegenstander Juba I. Hij was van 88 v.Chr. tot 60 v.Chr. koning van Numidië.
Hij was de zoon van Gauda, de halfbroer van Jugurtha, en had een broer Masteabar met wie hij mogelijk het koninkrijk van zijn vader deelde.
Hij bood in 88 v.Chr. onderdak aan de Gaius Marius minor en Cethegus, die na Sulla's triomf te Rome waren weggevlucht. Hiëmpsal ontving hen met ogenschijnlijke vriendelijkheid, hoewel zijn echte opzet was hen als eregijzelaars vast te zetten, maar Marius minor kwam daar op tijd achter en met de hulp van 's konings dochter lukte het hem te ontkomen naar Gaius Marius (vader van Gaius Marius minor). Hij werd daarom met de steun van Gnaius Domitius Ahenobarbus, de leider van de pro-Marius partij in Africa, door de Numidiërs zelf of liever door Hiarbas, die reeds over een deel van het koninkrijk heerste, onttroond.
Gnaius Pompeius Magnus maior werd in 81 v.Chr. door Sulla naar Africa gestuurd en wist Ahenobarbus en Hiarbas te verslaan, waarop Hiëmpsal in zijn koninklijke waardigheid werd hersteld. Zijn gebied werd vervolgens aangevuld met land aan de kust volgens het verdrag gesloten met Lucius Aurelius Cotta. Vele stammen uit Gaetulia schijnen onder zijn heerschappij te hebben gevallen. Toen de tribunus plebis Publius Servilius Rullus zijn lex agraria invoerde (63), werden deze gebieden uitdrukkelijk uitgezonderd van verkoop, hoewel ze oorspronkelijk door Publius Cornelius Scipio Africanus aan het Romeinse volk waren toegewezen. Dit wekte de ergernis van Marcus Tullius Cicero op.
Een boek van hem (qui regis Hiempsalis dicebantur ("dat van koning Hiëmpsal wordt genoemd"), het is niet zeker of dit ook wil zeggen dat hij hiervan de auteur of eigenaar was) in het Punisch werd door Sallustius als bron voor de vroegste geschiedenis van Africa geraadpleegd.